# دونالد تشيشولم
دونالد تشيشولم هو سياسي كندي، ولد في 1822 في Antigonish, Nova Scotia ‏ في كندا، وتوفي في 5 أبريل 1890. نشط حزبياً في حزب كندا المحافظ. وقد انتخب عضو مجلس العموم الكندي.